# Shitone

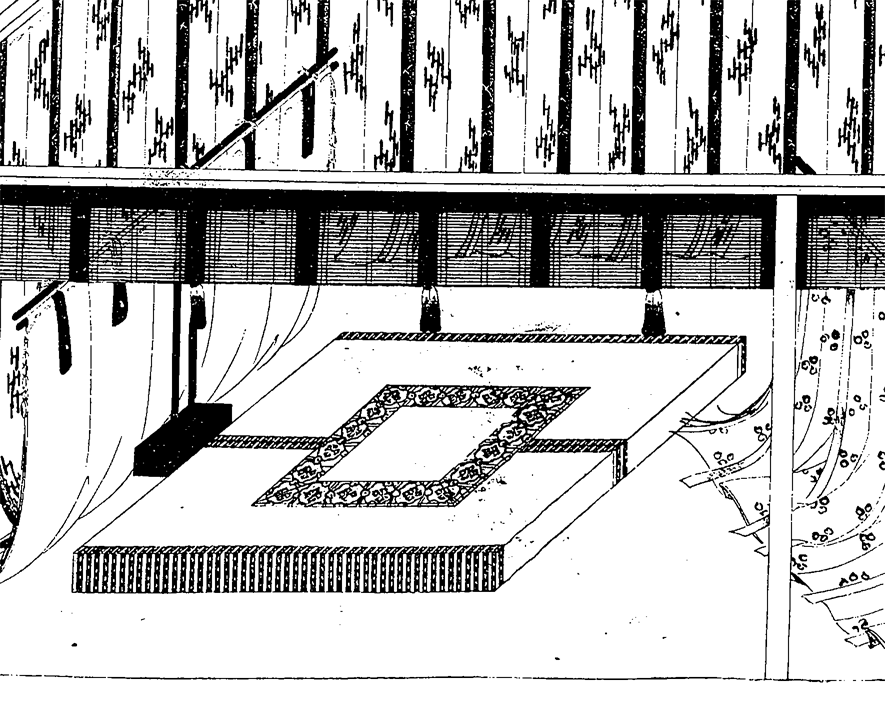
Illustrazione di uno shitone su un tatami tratta dalla Guida illustrata a 16 stili di arredamento cerimoniale antico (旧儀装飾十六式図譜, Kyū gisō kazari jūroku shiki zufu) del 1903.

Uno shitone (茵?) è un tipo di cuscino quadrangolare piatto usato nell'arredamento tradizionale giapponese.
Veniva utilizzato comunemente all'interno delle residenze nobiliari shindenzukuri (寝殿造?). Al contrario dello zabuton usato solo per sedersi e del futon usato per dormire, lo shitone ha una dimensione e quindi anche una funzione intermedia, e può essere usato sia per sedersi sia per un breve riposo.
Esistono sono due kanji, entrambi pronunciati "shitone", per indicare questo cuscino: 茵 indica uno shitone usato per sedersi, mentre 褥 indica uno shitone usato per dormire. Entrambi i kanji identificano esattamente lo stesso oggetto, la differenza sta solo nel modo in cui viene utilizzato.